# Elfenbenskusten i olympiska sommarspelen 2016
Elfenbenskusten deltog med 12 deltagare vid de olympiska sommarspelen 2016 i Rio de Janeiro. Två av landets tävlande lyckades ta medaljer, ett guld och ett brons.

## Medaljörer
| Medalj | Namn                | Sport     | Gren                        | Datum           |
| ------ | ------------------- | --------- | --------------------------- | --------------- |
| Guld   | Cheick Sallah Cisse | Taekwondo | Herrarnas mellanvikt -80 kg | 19 augusti 2016 |
| Brons  | Ruth Gbagbi         | Taekwondo | Damernas mellanvikt -67 kg  | 19 augusti 2016 |

## Bågskytte
| Bågskytt         | Gren                           | Rankningsomgång | Rankningsomgång | Omgång 1              | Omgång 2          | Omgång 3          | Kvartsfinal       | Semifinal         | Final / BM        | Final / BM       |
| Bågskytt         | Gren                           | Poäng           | Seed            | Motståndare Poäng     | Motståndare Poäng | Motståndare Poäng | Motståndare Poäng | Motståndare Poäng | Motståndare Poäng | Placering        |
| ---------------- | ------------------------------ | --------------- | --------------- | --------------------- | ----------------- | ----------------- | ----------------- | ----------------- | ----------------- | ---------------- |
| Philippe Kouassi | Herrarnas individuella tävling | 634             | 57              | Valladont (FRA) L 4–6 | Gick inte vidare  | Gick inte vidare  | Gick inte vidare  | Gick inte vidare  | Gick inte vidare  | Gick inte vidare |

## Friidrott
Förkortningar
- Notera– Placeringar avser endast det specifika heatet.
- Q = Tog sig vidare till nästa omgång
- q = Tog sig vidare till nästa omgång som den snabbaste förloraren eller, i fältgrenarna, genom placering utan att nå kvalgränsen
- NR = Nationellt rekord
- N/A = Omgången fanns inte i grenen
- Bye = Idrottaren behövde inte tävla i omgången

Bana och väg
| Idrottare          | Gren                | Heat     | Heat      | Kvartsfinal | Kvartsfinal | Semifinal        | Semifinal        | Final            | Final            |
| Idrottare          | Gren                | Resultat | Placering | Resultat    | Placering   | Resultat         | Placering        | Resultat         | Placering        |
| ------------------ | ------------------- | -------- | --------- | ----------- | ----------- | ---------------- | ---------------- | ---------------- | ---------------- |
| Hua Wilfried Koffi | Herrarnas 100 meter | Bye      | Bye       | 10,37       | 7           | Gick inte vidare | Gick inte vidare | Gick inte vidare | Gick inte vidare |
| Hua Wilfried Koffi | Herrarnas 200 meter | 20,48    | 4         | i.u.        | i.u.        | Gick inte vidare | Gick inte vidare | Gick inte vidare | Gick inte vidare |
| Ben Youssef Meïté  | Herrarnas 100 meter | Bye      | Bye       | 10,03       | 1 Q         | 9,97 NR          | 2 Q              | 9,96 NR          | 6                |
| Murielle Ahouré    | Damernas 100 meter  | Bye      | Bye       | 11,17       | 2 Q         | 11,01            | 4                | Gick inte vidare | Gick inte vidare |
| Murielle Ahouré    | Damernas 200 meter  | 22,52    | 2 Q       | i.u.        | i.u.        | 22,59            | 4                | Gick inte vidare | Gick inte vidare |
| Marie-Josée Ta Lou | Damernas 100 meter  | Bye      | Bye       | 11,01       | 2 Q         | 10,94            | 3 q              | 10,86            | 4                |
| Marie-Josée Ta Lou | Damernas 200 meter  | 22,31    | 1 Q       | i.u.        | i.u.        | 22,28 PB         | 1 Q              | 22,21            | 4                |

## Fäktning
| Idrottare           | Gren           | Omgång 2          | Omgång 2             | Kvartsfinal       | Semifinal         | Final / BM        | Final / BM       |                  |
| Idrottare           | Gren           | Motståndare Poäng | Motståndare Poäng    | Motståndare Poäng | Motståndare Poäng | Motståndare Poäng | Placering        |                  |
| ------------------- | -------------- | ----------------- | -------------------- | ----------------- | ----------------- | ----------------- | ---------------- | ---------------- |
| Gbahi-Gwladys Sakoa | Damernas värja | Bye               | Sun Yw (CHN) L 11–15 | Gick inte vidare  | Gick inte vidare  | Gick inte vidare  | Gick inte vidare | Gick inte vidare |

## Judo
| Idrottare                | Gren                    | Omgång 1             | Omgång 2                  | Kvartsfinaler        | Semifinaler          | Återkval             | Final / BM           | Final / BM       |
| Idrottare                | Gren                    | Motståndare Resultat | Motståndare Resultat      | Motståndare Resultat | Motståndare Resultat | Motståndare Resultat | Motståndare Resultat | Placering        |
| ------------------------ | ----------------------- | -------------------- | ------------------------- | -------------------- | -------------------- | -------------------- | -------------------- | ---------------- |
| Zouleiha Abzetta Dabonne | Damernas lättvikt −57kg | Bye                  | Matsumoto (JPN) L 000–101 | Gick inte vidare     | Gick inte vidare     | Gick inte vidare     | Gick inte vidare     | Gick inte vidare |

## Simning
| Idrottare           | Gren                   | Heat    | Heat      | Semifinal        | Semifinal        | Final            | Final            |
| Idrottare           | Gren                   | Tid     | Placering | Tid              | Placering        | Tid              | Placering        |
| ------------------- | ---------------------- | ------- | --------- | ---------------- | ---------------- | ---------------- | ---------------- |
| Thibaut Amani Danho | Herrarnas 100 m frisim | 52,78   | 54        | Gick inte vidare | Gick inte vidare | Gick inte vidare | Gick inte vidare |
| Talita Te Flan      | Damernas 800 m frisim  | 9.07,21 | 27        | i.u.             | i.u.             | Gick inte vidare | Gick inte vidare |

## Taekwondo
| Idrottare           | Gren             | Åttondelsfinaler       | Kvartsfinaler        | Semifinaer           | Återkval               | Final                | Final            |
| Idrottare           | Gren             | Motståndare Resultat   | Motståndare Resultat | Motståndare Resultat | Motståndare Resultat   | Motståndare Resultat | Placering        |
| ------------------- | ---------------- | ---------------------- | -------------------- | -------------------- | ---------------------- | -------------------- | ---------------- |
| Cheick Sallah Cissé | Herrarnas −80 kg | Paziński (POL) W 8–2   | Güleç (GER) W 7–1    | Oueslati (TUN) W 7–6 | Bye                    | Muhammad (GBR) W 8–6 | 1                |
| Ruth Gbagbi         | Damernas −67 kg  | El-Sawalhy (EGY) W 4–3 | Niaré (FRA) L 4–5    | Gick inte vidare     | Louissaint (HAI) W 7–2 | Azizova (AZE) W 7–1  | 3                |
| Mamina Koné         | Damernas +67 kg  | Épangue (FRA) L 1–3    | Gick inte vidare     | Gick inte vidare     | Gick inte vidare       | Gick inte vidare     | Gick inte vidare |